# Bill L. Norton
Bill L. Norton (Los Angeles, 13 agosto 1943) è un regista, sceneggiatore e produttore cinematografico statunitense.
È particolarmente noto come regista, in particolare per il suo primo lungometraggio Per 100 chili di droga del 1972. Ha lavorato come sceneggiatore negli anni '70 e '80, scrivendo le sceneggiature per Convoy - Trincea d'asfalto e Outlaw Blues, tra gli altri.
Ha anche diretto molte serie televisive, tra cui Buffy l'ammazzavampiri, Angel, John Doe, Hack, Las Vegas, Law & Order: Criminal Intent, Lincoln Heights - Ritorno a casa e Roswell.
È figlio dello sceneggiatore William W. Norton, condannato nel 1986 per aver importato armi nell'Irlanda del Nord per conto dell'IRA e dell'INLA.
A volte è accreditato come Bill W. L. Norton, B.W.L. Norton, Bill Norton o William Lloyd Norton.

## Filmografia parziale

### Regista

#### Cinema
- Per 100 chili di droga (Cisco Pike) (1972)
- American Graffiti 2 (More American Graffiti) (1979)
- Baby - Il segreto della leggenda perduta (Baby: Secret of the Lost Legend) (1985)
- In tre si litiga meglio (1987)

#### Televisione
- Hercules e le donne amazzoni (Hercules and the Amazon Women) – film TV (1994)
- Hercules nell'inferno degli dei (Hercules in the Underworld) – film TV (1994)
- Fra le braccia dell'assassino (Daughters) – film TV (1997)
- Trappola in rete (Every Mother's Worst Fear) – film TV (1998)

### Sceneggiatore
- Un week end da leone (Losin' It), regia di Curtis Hanson (1983)